# کاراس (مجارستان)
کاراس (به مجاری:  Kárász) یک منطقهٔ مسکونی در مجارستان است که در ناحیه کوملو واقع شده‌است.